# Macrobius

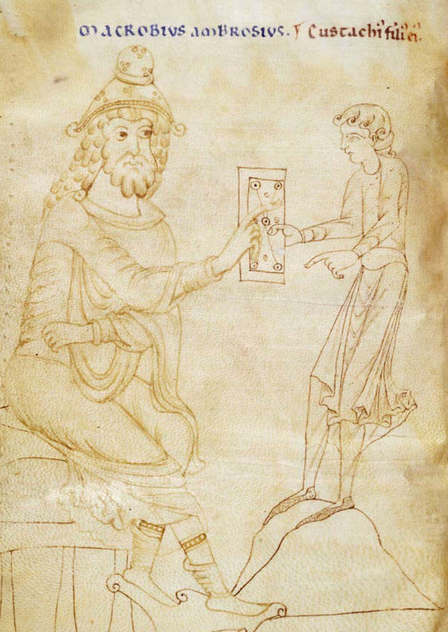
Macrobius med sonen Eustachius.

Macrobius Ambrosius Theodosius var en latinsk författare omkring år 400 e.Kr., vars huvudarbete Saturnalia innehållande bordssamtal vid Saturnusfesten om allehanda lärda ämnen med huvudtema Vergilius till största delen finns i behåll.
Av hans hand finns dessutom en fullständigt bevarad kommentar till Ciceros Somnium Scipionis (Commentarii in Somnium Scipionis) samt brottstycken av ett språkvetenskapligt arbete om verbet i latinet och grekiskan.